# Some Lessons Learned
Some Lessons Learned – czwarta solowa płyta Kristin Chenoweth wydana w 2011 roku. Pierwszy singiel I want somebody (bitch about) wydany został 13 maja 2011. Album zawiera piosenki m.in. Diane Warren, Dolly Parton czy Hillary Scott (wokalistki zespołu Lady Antebellum).
Utwór Lessons Learned nagrany był wcześniej przez Carrie Underwood na jej debiutancki album - Some Hearts.

## Lista utworów
| Pozycja | Utwór                         |
| ------- | ----------------------------- |
| 1       | I was here                    |
| 2       | I want somebody (bitch about) |
| 3       | Fathers and daughters         |
| 4       | What would dolly do           |
| 5       | God and me                    |
| 6       | Change                        |
| 7       | What more do you want         |
| 8       | Wreck you                     |
| 9       | I didn't                      |
| 10      | Borrowed angels               |
| 11      | When if we never              |
| 12      | Mine to love                  |
| 13      | Lessons learned               |

## Listy przebojów
| Lista                           | Pozycja |
| ------------------------------- | ------- |
| US Billboard Top Country Albums | 14      |
| US Billboard 200                | 50      |